# زیکته
زیکته (به آلمانی: Sickte) یک شهر در آلمان است که در Sickte واقع شده‌است. زیکته ۵٬۷۳۰ نفر جمعیت دارد.